# Meet the Woo 2
Meet the Woo 2  es el segundo mixtape por el rapero estadounidense Pop Smoke y su proyecto final antes de su fallecimiento. Fue lanzado por Victor Victor y Republic Records el 7 de febrero de 2020. 
Es la segunda entrega de Meet The Woo, la primera fue lanzada en el año 2019. El mixtape contiene sencillos y colaboraciones con artistas como Quavo, A Boogie wit da Hoodie, Fivio Foreign, Lil Tjay.
La edición de lujo se lanzó el día 12 de febrero de 2020 fue lanzada cinco días después del mixtape original que incluye a artistas como Nav, Gunna, y PnB Rock y fue el último trabajo de Pop Smoke en vida.
El video musical de "Shake the Room", con Quavo fue lanzado el 28 de marzo de 2020, con créditos de director para Virgil Abloh. Marca el primer video musical póstumo de Pop Smoke, y el video musical final con el propio Pop Smoke.

## Desempeño comercial
Meet The Woo 2 debutó en el número siete en los EE. UU Billboard 200 obteniendo 36.000 unidades equivalentes a álbumes (incluyendo 5,000 ventas de álbumes) en su primera semana. Este se convirtió en el primer debut de Pop Smoke entre los diez primeros en la lista de Estados Unidos.
En Canadá, el álbum también debutó entre los diez primeros en el número ocho en el Lista de álbumes canadienses. El álbum también debutó en el top 40 en los Países Bajos y el Reino Unido.
A nivel internacional su mejor posición (top 10 o menos) se ubicó en Finlandia (7).
La Industria Fonográfica Británica y Certificación de la RIAA le otorgaron la certificación de Plata y posterior a esta Oro.

## Lista de canciones
| Meet the Woo 2 Tracklist |                                               |              |          |  |
| N.º                      | Título                                        | Productores  | Duración |  |
| 1.                       | «Invincible»                                  | Yoz Beatz    | 2:07     |  |
| 2.                       | «Shake the Room» (con Quavo)                  | 808Melo      | 2:45     |  |
| 3.                       | «Get Back»                                    | Yoz Beatz    | 1:48     |  |
| 4.                       | «Christopher Walking»                         | CashMoneyAP  | 3:10     |  |
| 5.                       | «Foreigner» (con A Boogie wit da Hoodie)      | 808Melo      | 2:41     |  |
| 6.                       | «Sweetheart» (con Fivio Foreign)              | Rico Beats   | 2:36     |  |
| 7.                       | «Element»                                     | Yoz Beatz    | 2:15     |  |
| 8.                       | «Armed n Dangerous» (Charlie Sloth freestyle) | 808MeloBeats | 2:26     |  |
| 9.                       | «Mannequin» (con Lil Tjay)                    | 808Melo      | 2:40     |  |
| 10.                      | «Dreaming»                                    | 808Melo      | 2:54     |  |
| 11.                      | «She Got a Thing»                             | Axl          | 2:05     |  |
| 12.                      | «Dior» (bonus track)                          | 808Melo      | 3:36     |  |
| 13.                      | «War» (con Lil Tjay) (bonus track)            | 808Melo      | 3:41     |  |

| Deluxe edition (bonus tracks) |                           |                             |          |  |
| N.º                           | Título                    | Productores                 | Duración |  |
| 14.                           | «Wolves» (con Nav)        | Swirving                    | 3:15     |  |
| 15.                           | «Dior» (Remix; con Gunna) | 808MeloBeats jglock040 stop | 3:50     |  |
| 16.                           | «Like Me» (con PnB Rock)  | Othello Beats               | 3:11     |  |

##### Créditos desamples
- "Christopher Walking" contiene interpolaciones de "Window Shopper", de 50 Cent.
- "Mannequin" contiene interpolaciones de "7 Rings", de Ariana Grande.

## Posicionamiento en lista
| País y lista (2020–2021)              | Mejor posición | Ref    |
| ------------------------------------- | -------------- | ------ |
| Australia (ARIA)                      | 24             | [ 10 ] |
| Austria (Ö3 Austria)                  | 51             | [ 11 ] |
| Bélgica (Ultratop Flanders)           | 21             | [ 12 ] |
| Bélgica (Ultratop Wallonia)           | 45             | [ 13 ] |
| Canadá (Billboard)                    | 8              | [ 14 ] |
| Dinamarca (Hitlisten)                 | 18             | [ 15 ] |
| Holanda (Album Top 100)               | 14             | [ 8 ]  |
| Finlandia (Suomen viralline lista)    | 7              | [ 16 ] |
| Francia (SNEP)                        | 51             | [ 17 ] |
| Alemania (Offizielle Top 100)         | 94             | [ 18 ] |
| Irlanda (OCC)                         | 16             | [ 19 ] |
| Nueva Zelanda (RMNZ)                  | 27             | [ 20 ] |
| Noruega (VG-lista)                    | 13             | [ 21 ] |
| Suecia (Sverigetopplistan)            | 19             | [ 22 ] |
| Suiza (Schweizer Hitparade)           | 30             | [ 23 ] |
| Reino Unido (OCC)                     | 16             | [ 19 ] |
| US Billboard 200                      | 7              | [ 24 ] |
| US Top R&B/Hip-Hop Albums (Billboard) | 5              | [ 25 ] |